# Paolo Marcheschi
Paolo Marcheschi (Firenze, 23 marzo 1961) è un politico italiano.

## Biografia
Laureato in giurisprudenza all'Università degli Studi di Firenze, dopo gli studi ha intrapreso la carriera di agente assicurativo e di imprenditore. 
Iscritto a Forza Italia sin dalla sua fondazione, è stato eletto al consiglio provinciale di Firenze nel 1995 e riconfermato nel 1999, e dal 1997 è stato coordinatore provinciale del partito.
Candidato alle elezioni regionali toscane del 2000 nella circoscrizione di Firenze, è risultato primo dei non eletti subentrando a Denis Verdini nel consiglio regionale il 4 luglio 2001. È stato riconfermato consigliere regionale anche nel 2005 e nel 2010. Dal giugno 2009 al maggio 2010 è stato anche consigliere comunale a Scandicci. Dal 2010 al 2013 è stato segretario provinciale a Firenze del Popolo della Libertà, lasciando il partito nel 2013 all'atto della fondazione di Fratelli d'Italia.
Alle elezioni politiche del 2022 è eletto al Senato per Fratelli d'Italia nel collegio plurinominale della Toscana. Fa parte, come capogruppo di FdI, della 7ª Commissione Cultura e patrimonio culturale, istruzione pubblica, ricerca scientifica, spettacolo e sport. 
È anche presidente della Commissione controllo, presidente della Commissione rifiuti, vice-presidente della Commissione ambiente e trasporti.